# Ostre zapalenie krtani
Ostre zapalenie krtani (łac. laryngitis acuta) – choroba zapalna błony śluzowej górnych dróg oddechowych, najczęściej o etiologii zakaźnej. Przyczyną ostrego zapalenia krtani najczęściej jest zakażenie wirusowe, które może wikłać się zakażeniem bakteryjnym lub zakażenie pierwotnie bakteryjne, rzadziej lotne toksyny lub zaburzenia immunologiczne. W wyniku ostrego zapalenia trwającego maksymalnie kilka dni może wystąpić miejscowe uszkodzenie nabłonka krtani, które goi się bez pozostawienia zmian. W przypadku przedłużania się stanu zapalnego może dochodzić do powstawania zmian włóknistych i rozwoju zapalenia przewlekłego. W zależności od czynników etiologicznych zapalenie często obejmuje również śluzówkę sąsiadujących struktur anatomicznych: gardła i tchawicy.

## Objawy
- chrypka
- afonia
- kaszel
- gorączka
- dreszcze
- ogólne złe samopoczucie
- może wystąpić duszność wdechowa

## Leczenie
Zakażenie wirusowe ma tendencje do samoistnego ustępowania lub wikłania się zakażeniem bakteryjnym. W tym drugim przypadku, a także w zakażeniu pierwotnie bakteryjnym wskazana jest antybiotykoterapia. W razie współistnienia obrzęku w obrębie krtani zaleca się steroidy. Stosuje się również środki przeciwobrzękowe i mukolityczne. Niezmiernie ważne jest zaprzestanie palenia tytoniu, unikanie toksyn wziewnych i alergenów oraz ograniczenie wysiłku głosowego.

## Klasyfikacja ICD10
| kod ICD10     | nazwa choroby                                                                      |
| ------------- | ---------------------------------------------------------------------------------- |
| ICD-10: J04   | Ostre zapalenie krtani i tchawicy                                                  |
| ICD-10: J04.0 | Ostre zapalenie krtani                                                             |
| ICD-10: J04.2 | Ostre zapalenie krtani i tchawicy                                                  |
| ICD-10: J05   | Ostre krupowe zapalenie krtani i nagłośni                                          |
| ICD-10: J05.0 | Ostre krupowe zapalenie krtani                                                     |
| ICD-10: J05.1 | Ostre zapalenie nagłośni                                                           |
| ICD-10: J06   | Ostre zakażenie górnych dróg oddechowych o umiejscowieniu mnogim lub nieokreślonym |
| ICD-10: J06.0 | Ostre zapalenie krtani i gardła                                                    |